# Pailhès (Hérault)
Pailhès – miejscowość i gmina we Francji, w regionie Oksytania, w departamencie Hérault.
Według danych na rok 1990 gminę zamieszkiwało 421 osób, a gęstość zaludnienia wynosiła 70 osób/km² (wśród 1545 gmin Langwedocji-Roussillon Pailhès plasuje się na 553. miejscu pod względem liczby ludności, natomiast pod względem powierzchni na miejscu 965.).